# Nemesia dorthesi
Nemesia dorthesi is een spinnensoort in de taxonomische indeling van de bruine klapdeurspinnen (Nemesiidae).
Nemesia dorthesi werd in 1875 beschreven door Thorell.